# Carl Wolff
Carl Wolff, vagy magyarosan Wolff Károly (Segesvár, 1849. október 11. – Segesvár, 1929. október 3.) erdélyi szász közgazdász, újságíró, politikus; a 19. és 20. század fordulóján az erdélyi szászok legjelentősebb világi vezetője.

## Életrajza
Apja, Tili Wolff Nagyszeben városi orvosa volt. Jogi tanulmányait Bécsben és Heidelbergben végezte, de utána még előadásokat hallgatott Pesten, Kolozsváron és Nagyszebenben. 1871–1874 között a bécsi Neue freie Presse munkatársa volt. 1874-ben átvette a nagyszebeni Siebenbürgisch-Deutsches Tagesblatt című újság vezetését. A nagyszebeni takarékpénztár igazgatója volt, majd a nagyszebeni Raiffeisen szövetkezet alapító tagja. 1881 és 1887 között ő képviselte az erdélyi szászokat a magyar országgyűlésben, mint a Szász Néppárt elnöke. 1891-ben megalapította a Siebenbürger Vereinsbankot, amely megvásárolva az elszegényedett parasztok földjét, további megélhetést biztosított számukra és ezzel fékezte az Amerikába irányuló kivándorlást. 1901–1913 között az evangélikus egyház kurátori tisztségét is betöltötte. Lényegesen hozzájárult Nagyszeben városának modernizálásához: az ő nevéhez fűződik az elektromos erőtelep építése, közfürdő létesítése, a csatornahálózat bővítése és korszerűsítése. Egyike volt a Siebenbürgischer Karpatenverein, az erdélyi szászok természetjáró egyesülete alapítóinak. Meg nem valósult nagyszabású terve maradt az Olt hajózhatóvá tétele, és egy olyan csatornarendszer kiépítése, amely Budapestről indulva a Duna-Tisza csatornán, a Maroson, a Nagy-Küküllőn, a Vizán és Szeben folyón át az Olthoz vezetett volna. Elképzelt egy Duna-Majna-Rajna összeköttetést is, egy víziutat a Fekete-tengertől a Balti-tengerig, és egy olyan csatornarendszert, amely keleti irányban Indiáig és Kínáig terjedt volna.
1917-ben lemondott pártbeli funkciójáról,  1918-ban a nagyszebeni takarékbank vezetéséről is. Az első világháború részben rombadöntötte emberbaráti kezdeményezéseit, és a pénz elértéktelenedésével a takarékbank nagy veszteségeket szenvedett el. Erdély Romániához csatolásával új korszak kezdődött, amelyben Wolff már nem találta helyét. Köztiszteletben, kevéssel 80. születésnapja előtt hunyt el.

## Emlékezete
- Az ő nevét viseli Nagyszebenben a 250 férőhelyes idősek otthona, amely az 1990-es évek végén németországi segítséggel épült.

## Művei
- Die Geschichte der Hermannstädter allgemeinen Sparkassa während der ersten 50 Jahre ihres Bestandes 1841-1891, Hermannstadt,  1891
- Die Altschiffahrt und ihre Bedeutung für Ungarn und Rumänien, Hermannstadt 1893
- Vorgeschichte, Finanzierung und Rentabilität eines Elektrizitätswerkes in Hermannstadt, Hermannstadt 1893
- Das Genossenschaftswesen in Land und Stadt, Hermannstadt 1910
- Verbindung Rumäniens mit der Ostsee, Hermannstadt 1922
- Aus meinem Leben? Lauban 1929
- Schriften und Reden, Bukarest 1976 (válogatás Wolff újságcikkeiből és egyéb írásaiból, szerk. M. Kroner)